# Стадіон імені Григорія Тонкочеєва
Стадіон імені Григорія Тонкочеєва — футбольний стадіон у місті Кам'янець-Подільський, Україна. Домашній стадіон місцевого футбольного клубу «Епіцентр», який виступає в Першій лізі чемпіонату України.

## Історія
Побудований у 1963 році.
Стадіон названо на честь Григорія Андрійовича Тонкочеєва — радянського партійного діяча, 2-го секретаря Кам'янець-Подільського обкому КП(б)У, 1-го секретаря Кам'янець-Подільського міськкому КПУ, який у 1968—1972 роках був його директором.
Стадіон не ремонтувався з моменту побудови. У 2021 році на реконструкцію стадіону виділили 24 мільйони гривень платників податків із Державного фонду регіонального розвитку, 7 мільйонів гривень — з Фонду соціально-економічного розвитку та близько 5 мільйонів — з міського бюджету Кам'янець-Подільського. 28 липня 2022 року стадіон відкрито після реконструкції.
Перший домашній матч «Епіцентру» на оновленому стадіоні у Першій лізі України 2022/23 відбувся 22 квітня 2023 року і закінчився поразкою 1:2 від запорізького «Металурга».

## Плани
У вересні 2023 року заступник міського голови Дмитро Назаренко повідомив, що на стадіоні планується встановлення східної трибуни, облаштування підтрибунних приміщень туалетами, душовими кабінами тощо. Також планується реконструкція тенісних кортів та запасного поля, яке розташоване за основною чашею стадіону.